# Península del Cabo
La península del Cabo (en afrikáans: Kaapse Skiereiland; en inglés: Cape Peninsula) es una península rocosa que generalmente sobresale unos 75 km (47 millas) en el océano Atlántico en el extremo suroccidental del continente africano. En el extremo sur de la península están Punta del cabo y el cabo de Buena Esperanza . En el extremo norte esta la Montaña de la Mesa , con vistas a Ciudad del Cabo, Sudáfrica.
La península era una isla, pero cerca de sesenta millones de años atrás se unió al continente por la aparición de una playa de arenal ahora conocida como Cabo Flats.